# Добой-Юг (община)
Община Добой-Юг (босн. и хорв. Opština Doboj Jug, серб. Општина Добој Југ) — боснийская община, расположенная в северной части Федерации Боснии и Герцеговины. Административным центром является деревня Матузичи. Образована после заключения Дейтонских соглашений.

## Население
По оценке на 2009 год, в общине Добой-Юг проживали 4523 человека в населённых пунктах: Матузичи и Мравичи. Средний темп ежегодного прироста составляет 0,4 %. Община по причине своей маленькой площади обладает наибольшей плотностью населения. 99 % населения составляют боснийцы, в оставшийся 1 % входят сербы и другие национальные меньшинства.

## Экономика
Посевная площадь составляет 64 % от всей площади общины. Сельское хозяйство развивается благодаря выращиванию зерновых культур, экспорту молочных и мясных продуктов. Итальянская организация GVC вкладывает средства в развитие пчеловодства, выращивание фруктов и овощей, разведение крупного и мелкого рогатого скота и овцеводство.
Промышленность восстанавливается в течение последних десяти лет. Наиболее многочисленными и развитыми являются предприятия по производству продуктов питания, стройматериалов, деревообработке и обработке металлов. В селе Матузичи активно развиты обработка металла, текстильная промышленность и строительство, в селе Мравичи — стекольное производство, резиновых изделий и обработки драгоценных металлов. Экспорт за границу хорошо организован.
В третичном секторе экономики заняты более 50 % рабочей силы: маленькие предприятия по торговле, общественному питанию, туризму, транспортным услугам. Развитие почты и телекоммуникаций идёт большими шагами в последние годы, поднимается уровень образования и здравоохранения благодаря открытию новых школ и клиник.